# Olympia
För andra betydelser, se Olympia (olika betydelser).
Olympia (grekiska Ολυμπία Olympía) var under antiken en panhellensk helgedoms-, orakel- och festplats, Zeus viktigaste helgedom, betydelsefull framför allt genom de där firade olympiska spelen och som alla grekers gemensamma religiöst nationella samlingsort.
Den olympiska elden tänds fortfarande i Olympia och förs därefter via stafett till nästa olympiska tävlingsort. 1988 blev Olympia uppsatt på Unescos världsarvslista.

## Läge
Olympia låg i Pisatis, den mellersta delen av landskapet Elis på västra Peloponnesos i Grekland, på en rymlig dalslätt omgiven av skogbevuxna höjder. Platsen begränsas i söder av floden Alfeios, Peloponnesos viktigaste flod, i väster av Kladeos, dennas biflod från norr, och i norr av Kronoshöjden, ett utsprång från Olymposberget. I öster sammanhänger denna plats med de mot de arkadiska gränsbergen uppstigande sluttningarna.

## Bebyggelse

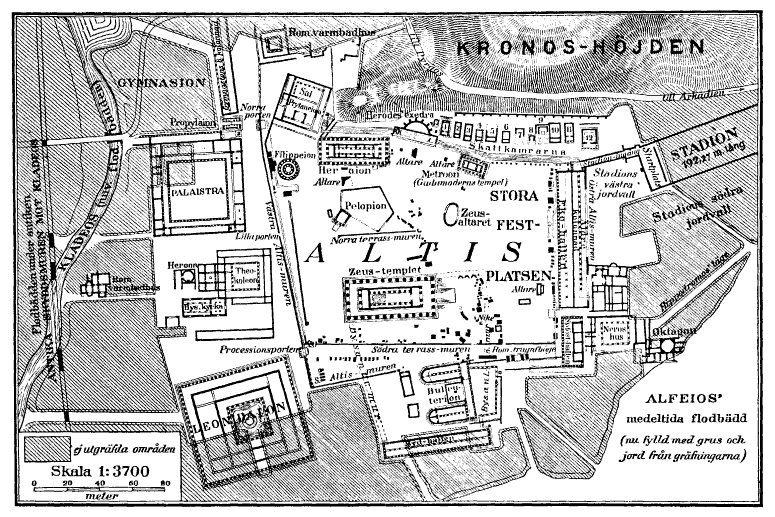
Plan över Olympia efter Wilhelm Dörpfeld

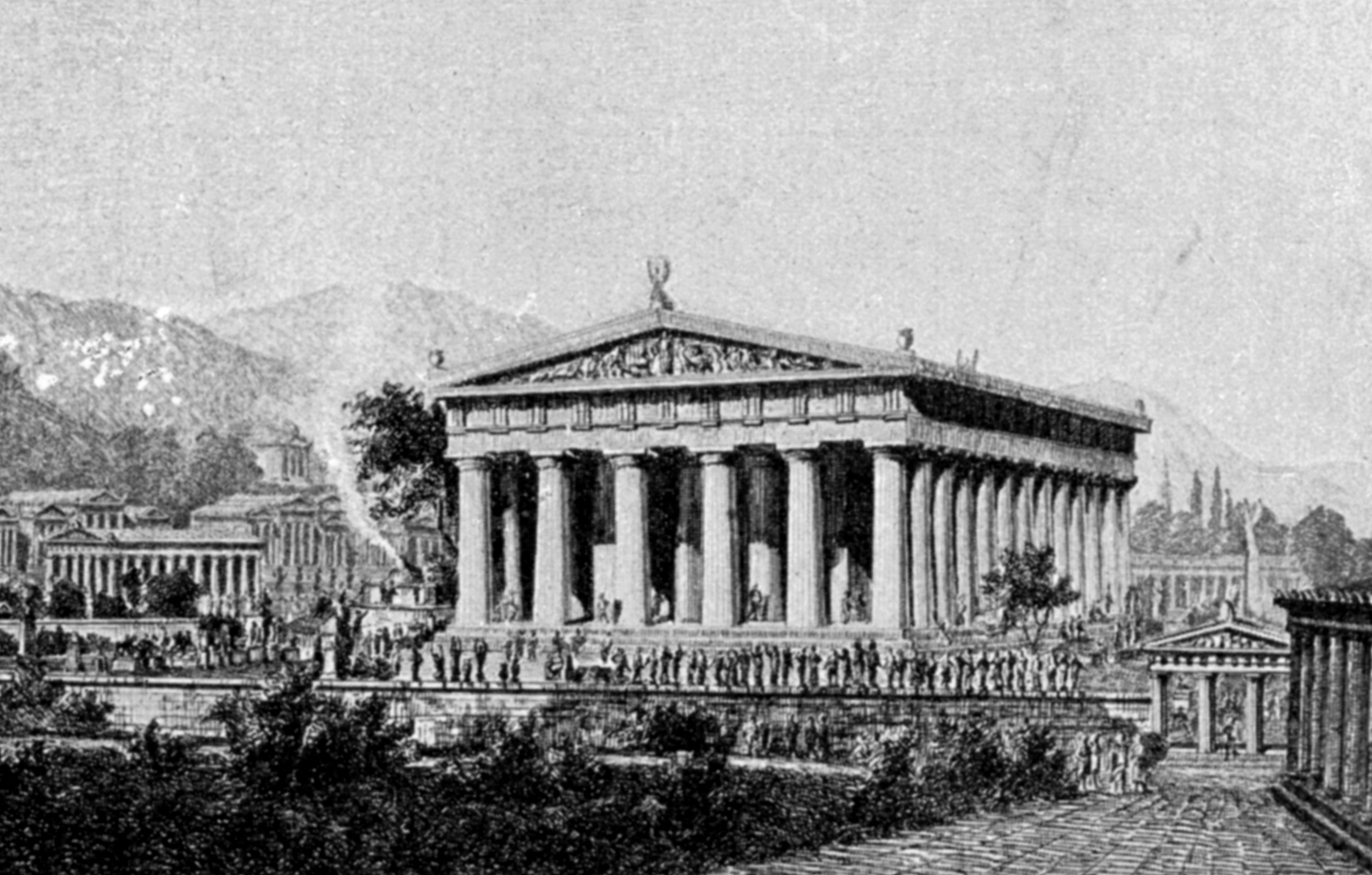
Rekonstruktion av Zeustemplet (ca 1900)

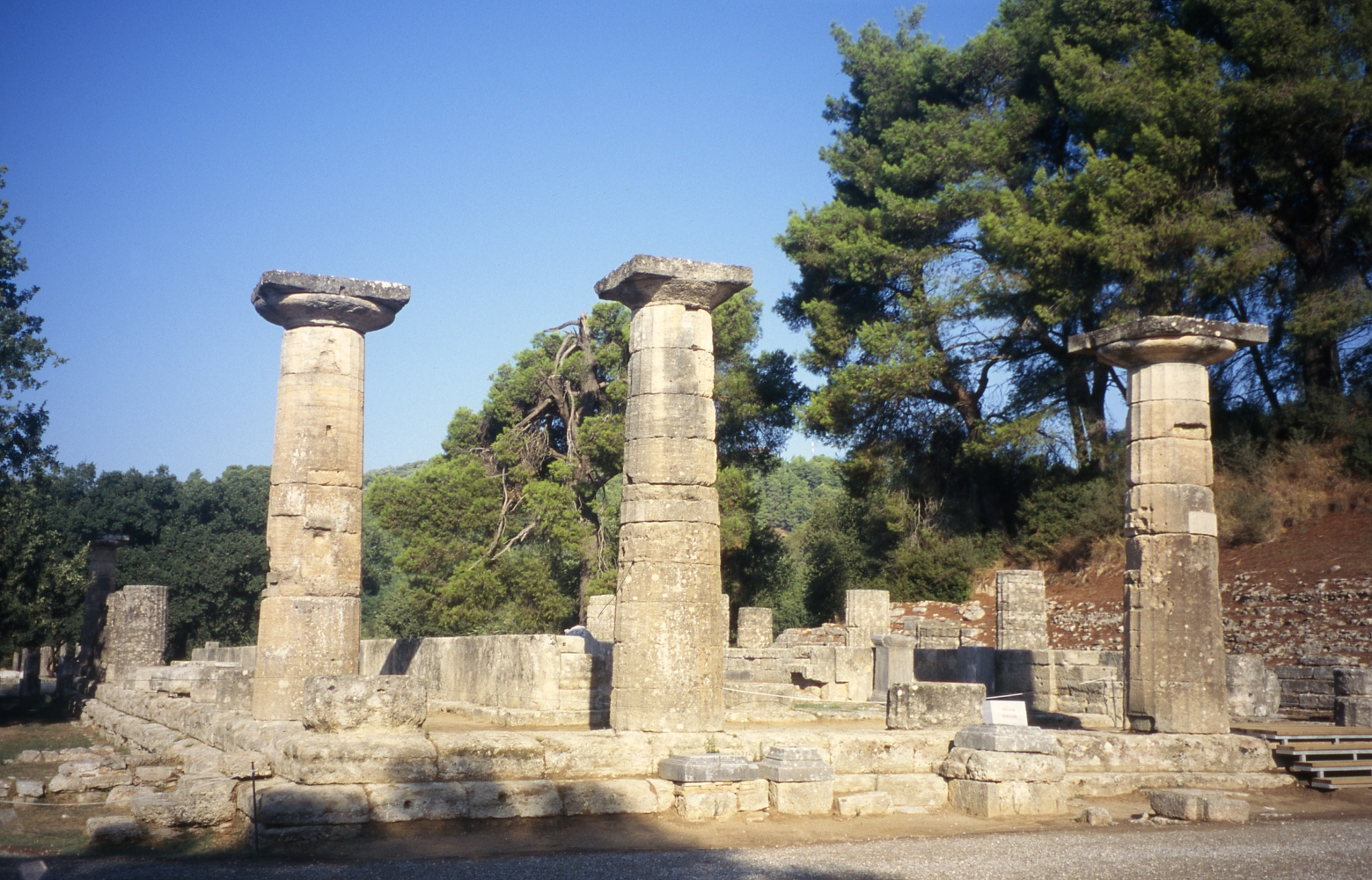
Heraion

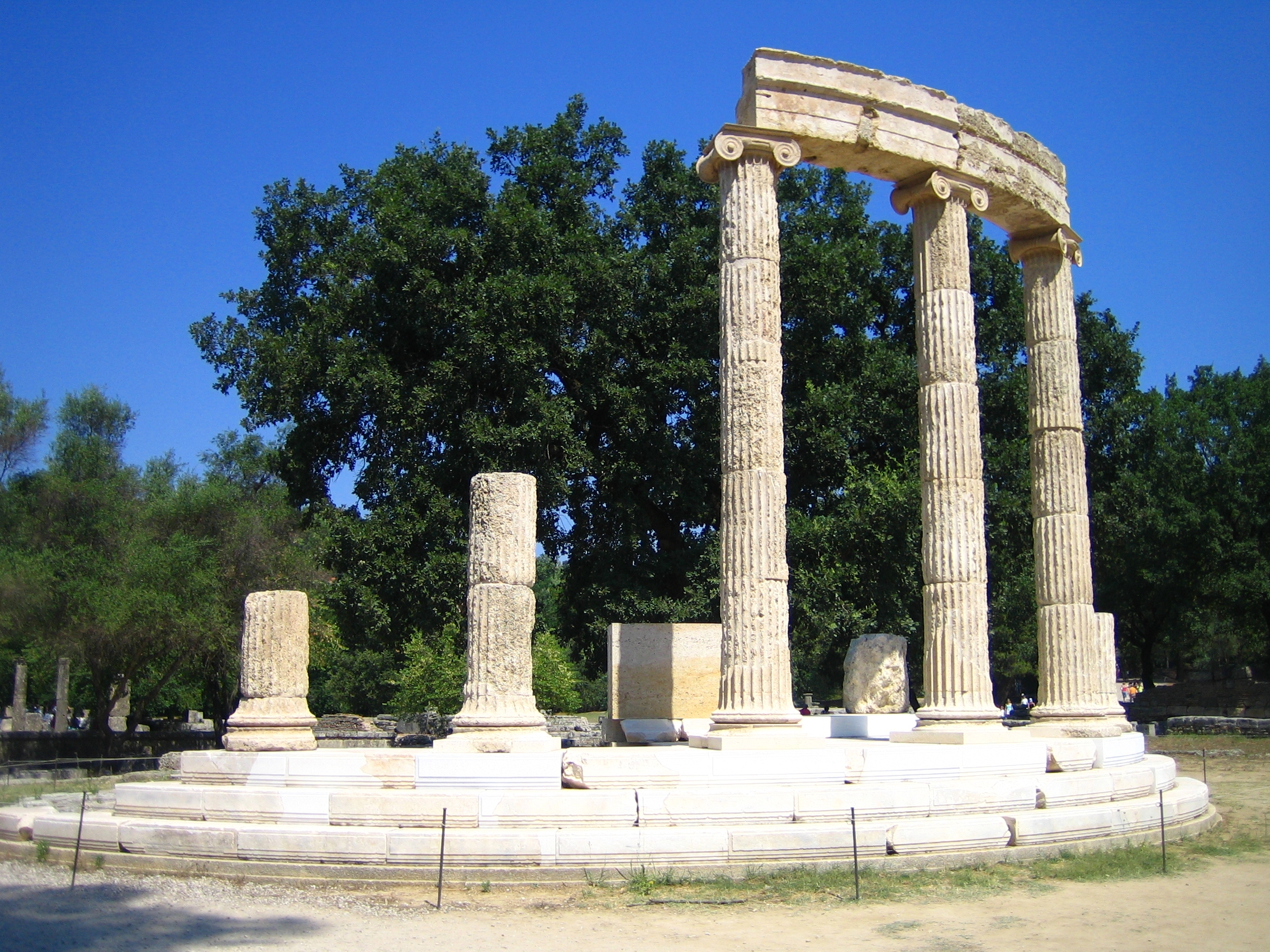
Filippeion

Det egentliga helgedomsområdet, som var kringgärdat med en mur och delvis omgivet av pelargångar, utgjordes av Zeus heliga lund Altis (en dialektform av grekiskans alsos, "lund") vilken från början tycks ha bildat en nästan regelbunden fyrsiding med ungefär 200 meters längd i öster och väster och 175 meters bredd i norr och söder. Nära medelpunkten av denna fyrkant låg det stora, ovala Zeusaltaret, enligt sägnen bildat under tidernas längd av aska från offren på ett underlag av ohuggen sten.
Sydväst om nämnda offeraltare, i öst-västlig orientering, låg Olympias förnämsta tempelbyggnad, det väldiga, 64 meter långa Zeustemplet i dorisk stil, ett verk av den eliske byggmästaren Libon. Templet påbörjades omkring 470 f.Kr. och fullbordades inom en tidrymd av 15 år. Tempelcellan inneslöt den berömda, i guld och elfenben utförda kolossalbilden av Zeus, Fidias förnämsta mästerverk. Templets båda gavelfält smyckades av fristående skulpturgrupper i marmor. Den östra, som framställde förberedelserna till den sagoberömda kappkörningen mellan Oinomaos och Pelops, är enligt Pausanias ett verk av Paionios, och den västra, som framställde striden mellan lapiter och kentaurer, är utförd av Alkamenes. Metoperna återgav i reliefbilder scener från Herakles liv och stordåd.
Norr om Zeustemplet, men på betydligt avstånd därifrån, nära den norra Altismuren, låg Heraion (Heras tempel i Olympia), ett av de äldsta kända exemplen på grekisk tempelbyggnadskonst. Templet uppfördes omkring 600 f.Kr. och härrör i sina ursprungliga delar sannolikt från 600-talet, möjligen från 700-talet f.Kr. I dess inre förvarades bland andra kostbarheter "Kypselos kista".
Öster om Heraion låg Metroon (gudamoderns, Rhea-Kybeles, tempel), sannolikt från tiden efter Alexander den store och under den romerska tiden inrymmande porträttstatyer av kejsare.
Förutom dessa tre huvudtempel inrymde Altis ett stort antal byggnader, avsedda dels för religiösa, dels för profana ändamål. Bland dem kan nämnas Prytaneion i nordvästra hörnet av inhägnaden, innehållande Hestias altare, med den eviga elden, och en matsal (hestiatorion) där de olympiska segrarna bespisades på offentlig bekostnad, Filippeion, söder om nyssnämnda byggnad, ett rundtempel uppkallat efter konung Filip II av Makedonien med porträttstatyer av den makedoniska konungafamiljen, tolv s.k. "skattkammare" (thesauroi) på en terrass utmed norra Altismuren, tillhörande särskilda grekiska stater och avsedda till förvaringsrum för dyrbara helgedomsskänker, och "rådhuset" (Buleuterion), där prisdomarna höll sina sammanträden, invid södra Altismuren, som med sitt område bildade en utvidgning mot söder av den ursprungliga fyrsidiga platsen.
Utanför Altismuren låg på västra sidan ett stort gymnasion och en palaistra, båda avsedda för gymnastiska övningar, samt längre mot söder Leonidaion, en vidlyftig byggnad som fått sitt namn efter sin uppbyggare, eliern Leonidas. Dess ursprungliga bestämmelse är okänd, men under den romerska tiden tjänade den som kvarter för romerska stormän vid deras besök i Olympia. Tätt innanför östra Altismuren låg den från makedonisk tid härrörande 100 meter långa Ekohallen, och utanför denna mur, således öster om Altis, befann sig Stadion, löpningsbanan, och Hippodromos, tävlingsbanan för kappkörning och kappridning. Olympia tycks ha varit uppfyllt av statyer i brons och marmor (dels gudabilder, dels ärestoder av olympiska segrare) nästan till trängsel. Plinius räknar deras ännu på hans tid befintliga antal till 3 000, och man måste till slut för utrymmets skull ställa upp dem på själva Altismuren. Av monumentala konstverk torde sålunda Olympia ha ägt större i rikedom än någon annan grekisk ort under den klassiska tiden.

## Historia

### Förhistorisk tid
Genom utgrävningar 1906-1908 har det visats att platsen varit bebyggd redan omkring 2000 f.Kr., dock endast med primitiva hyddor, innehållande stenredskap och lergods.

### Antiken
De olympiska spelen firades i Olympia mellan cirka 776 f.Kr. och 393 e.Kr., men platsens egentliga glansperiod kan anses vidta ungefär samtidigt med perserkrigen på 400-talet f.Kr. och sträcker sig till slutet av Greklands nationella självständighetstid. Ännu under många århundraden därefter fortfor dock Olympia att vara en betydelsefull helgedom för hela den grekisk-romerska världen, och kunde vid de vart fjärde år återkommande festspelen fröjda sig åt talrika skaror av besökande. Även under de långa mellantiderna var den heliga orten ingalunda öde. En mängd präster och tempeltjänare bodde där ständigt för helgedomarnas vårdande samt för att ombesörja de dagliga offren och det med Zeustemplet förbundna oraklet. Detta förestods av vissa prästerliga släkter, bland vilka iamiderna intog det främsta rummet.
Med kristendomens erkännande som statsreligion under 300-talet e.Kr. var Olympias betydelse förbi och dess härlighet dömd att försvinna. Förstörelsen påskyndades av andra faktorer. År 395 hemsöktes Olympia av goter under Alarik I, och 426 utfärdade kejsar Theodosius II ett påbud om förstörandet av alla hedniska tempel, vilket även skall ha lett till att Zeustemplets brändes, för så vitt detta med hänsyn till templets material och byggnadssätt lät sig göra. Vad rovgirighet, förstörelselust och religionsfanatism lämnat övrigt härjades av en jordbävning, som tycks ha med ett slag kullstörtat såväl Zeustemplet som övriga byggnader och minnesmärken och sannolikt är identisk med någon av de mycket våldsamma jordbävningar som år 522 och 551 hemsökte även andra delar av Grekland. Ett jordras från Kronosberget i förening med massor av slam och grus från floden Kladeos, som genombrutit sin fördämningsmur och översvämmat hela Altis, torde snarare ha tjänat att bevara de återstående spillrorna än att ytterligare främja förstörelsen.

## Återupptäckt och utgrävningar
Så låg Olympia under många århundraden begravet och fullkomligt bortglömt. På 1700-talet började arkeologernas intresse riktas på återupptäckandet av det forna Olympia. Men först 1829, då franska staten i sammanhang med truppsändningar till Peloponnesos även utrustade en expedition för landets vetenskapliga genomforskande (Expedition scientifique de Morée), företogs en systematisk utgrävning. Denna avbröts dock helt hastigt, sedan man hunnit gräva bort det jordlager, som till en höjd av 2–4 meter betäckte Zeustemplets grund, och därvid funnit åtskilliga skulpturfragment, som fördes till Frankrike och införlivades i Louvrens samlingar.

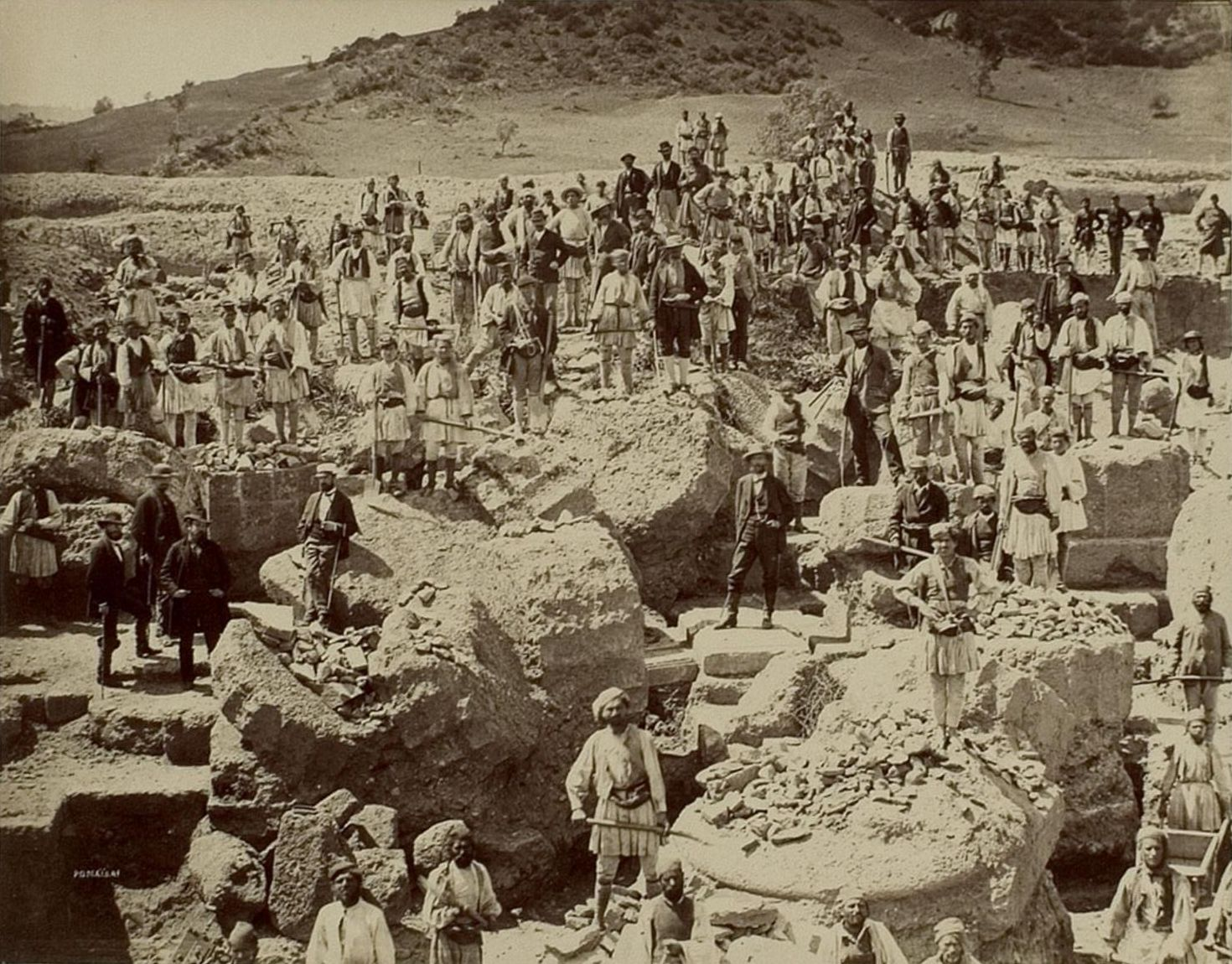
Foto av de tyska utgrävningarna 1875-76.

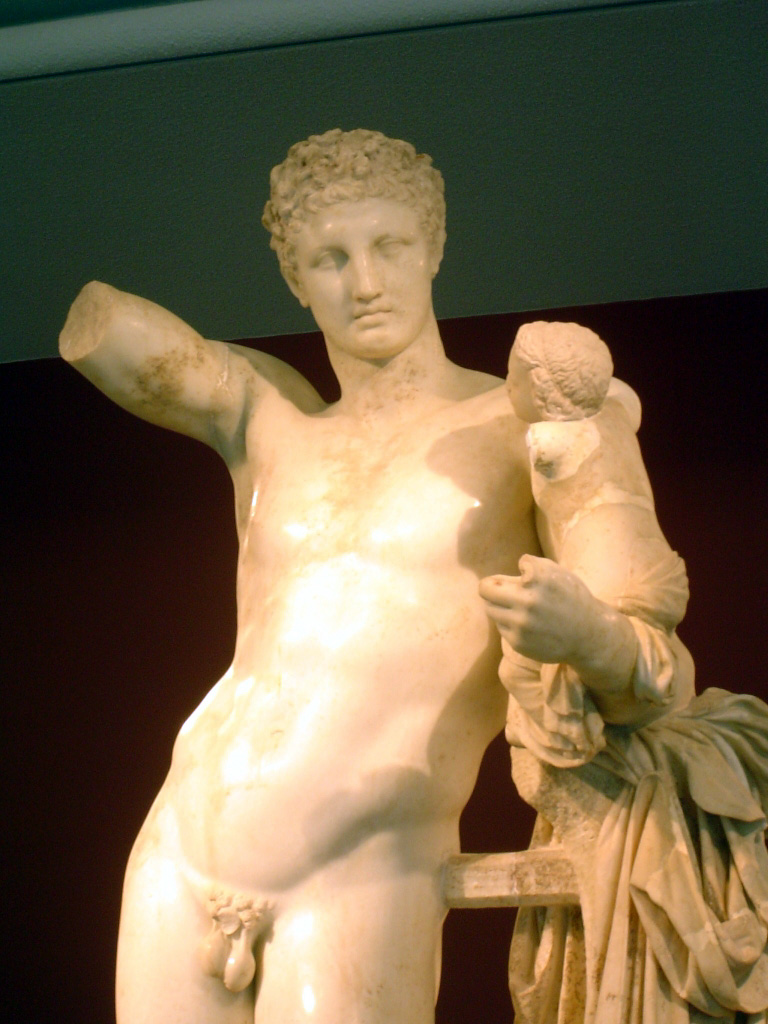
Praxiteles Hermes.

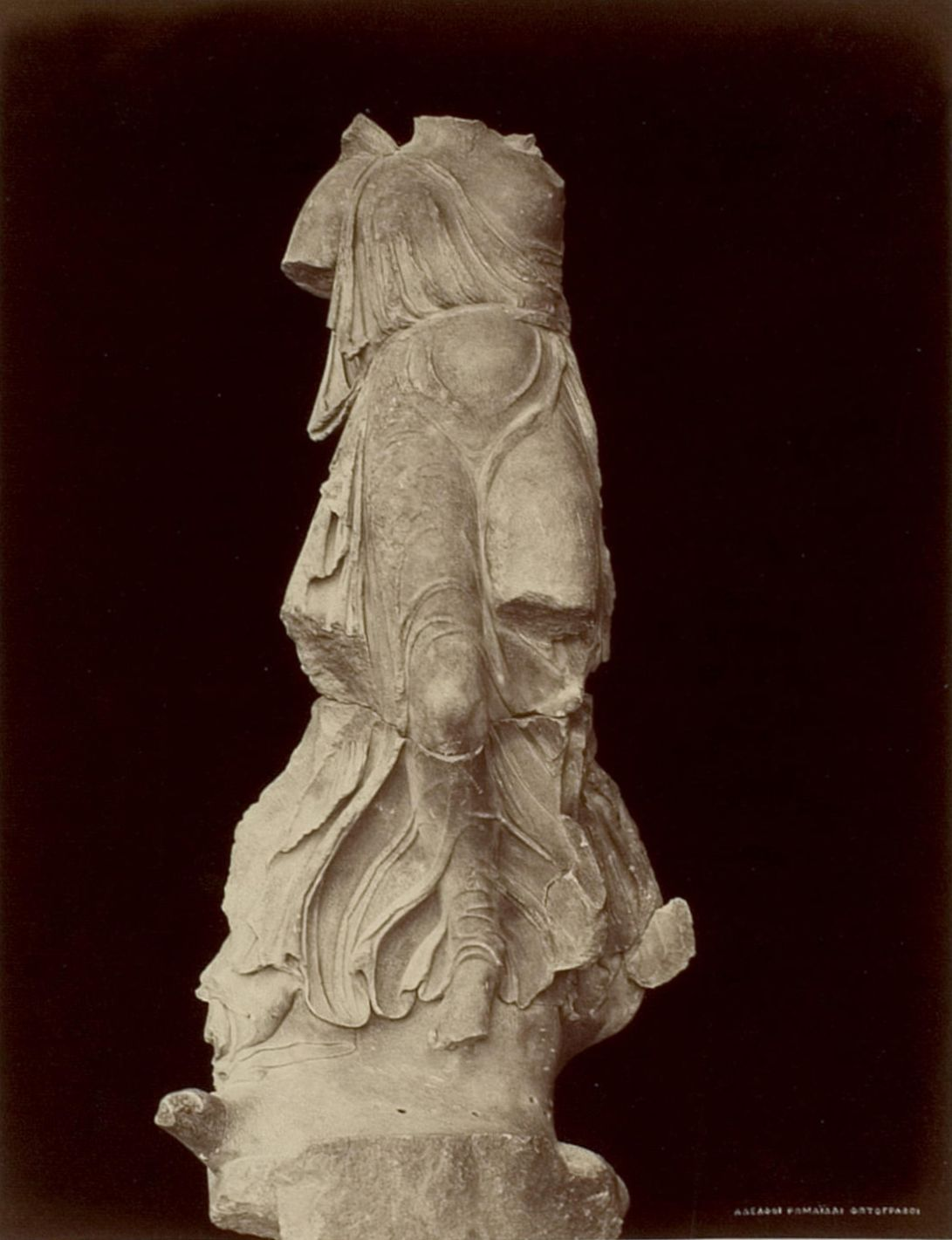
Paionios Nike.

### 1875 till 1900
Efter nära femtioårig vila upptogs arbetet åter, men denna gång av tyska vetenskapsmän och på det nya tyska kejsarrikets bekostnad. Upphovsmannen härtill var arkeologen Ernst Curtius. 1875-1881 genomfördes utgrävningar under ledning av Curtius, Friedrich Adler, Adolf Bötticher, Wilhelm Dörpfeld, Gustav Hirschfeld och andra tyska arkeologer och ingenjörer för en sammanlagd kostnad av 800 000 mark. Hela Altis och dess närmaste omgivningar befriades fullständigt från det djupa lagret av grus och jord. Med ledning av uppgifterna hos resebeskrivaren Pausanias, som levde på 100-talet e.Kr., kunde platsens topografi i alla sina huvuddrag fastställas och de påträffade lämningarna av forntida byggnader till största delen bestämmas.
Om mängden konstverk och andra fornsaker som vid grävningarna kom i dagen kan man få en föreställning genom de i runt tal angivna siffrorna: 130 mer eller mindre väl bibehållna statyer och reliefer av marmor, 1 500 fragment av samma ämne, 14 000 bronser, de flesta små och till en inte obetydlig del härrörande från förhistorisk tid, 6 000 mynt samt 1 000 inskrifter och fragment av sådana, vartill kommer en massa föremål av terrakotta. Bland plastiska konstverk från den grekiska konstens blomstringsdagar är de förnämsta Praxiteles "Hermes med Dionysosbarnet" och Paionios "Nike", liksom figurerna från Zeustemplets båda gavelgrupper. Sannolikt skulle skörden av plastiska mästerverk ha blivit ännu mycket rikare om inte flertalet av de uppställda statyerna i Olympia varit av brons, vars metallvärde föranlett deras nedsmältande. Överraskande rikt utföll däremot fyndet av bronser från den grekiska konstens arkaiska period i de djupare jordlagren, delvis under de forntida byggnadernas grundvalar.
Olympias utgrävning blev en epokgörande tilldragelse för arkeologin, som spred ljus över många förut dunkla områden. De ojämförligt flesta och värdefullaste av de gjorda fynden i Olympia har enligt avtal stannat i den grekiska regeringens ägo; endast en del dubbletter och mindre föremål av brons och terrakotta tillföll den tyska regeringen, som införlivade dem med Antikensammlung Berlin. Ett särskilt museum uppfördes i Olympia, bekostat av den grekiske bankiren Andreas Singros. Ett nytt Olympiamuseum invigdes 1982, ritat av Patroklos Karantinos.

### 1900 till 1950
Mellan 1908 och 1929 fortsatte Dörpfeld utgrävningarna i mindre skala, men nya, systematiska utgrävningar inleddes under ledning av Emil Kunze och Hans Schleif 1936, med anledning av att de Olympiska sommarspelen 1936 hölls i Berlin. De fokuserade utgrävningarna på området söder om stadion, den södra stoan, badkomplexet och gymnasion.

### 1950 till i dag
Mellan 1952 och 1966 fortsatte Kunze och Schleif utgrävningarna, tillsammans med arkitekten Alfred Mallwitz. De grävde ut Fidias verkstad, Leonidaion och stadions norra mur. I den sydöstra delen av helgedomen, som också grävdes ut, hittade man cirka 140 skräpgropar, vari återfanns många föremål i brons och keramik samt taktegel av terrakotta.
Mallwitz ledde utgrävningarna mellan 1972 och 1984. Man har under den här perioden kunnat datera stadion, funnit arkadiska gravar och bekräftat var Hestiatemplet låg. Mellan 1984 och 1996 stod arbetet under Helmut Kyrieleis ledning, och utgrävningarnas fokus skiftade till helgedomens tidigare historia, med utgrävningar av Prytaneion och Pelopion.

## Nutida olympisk betydelse

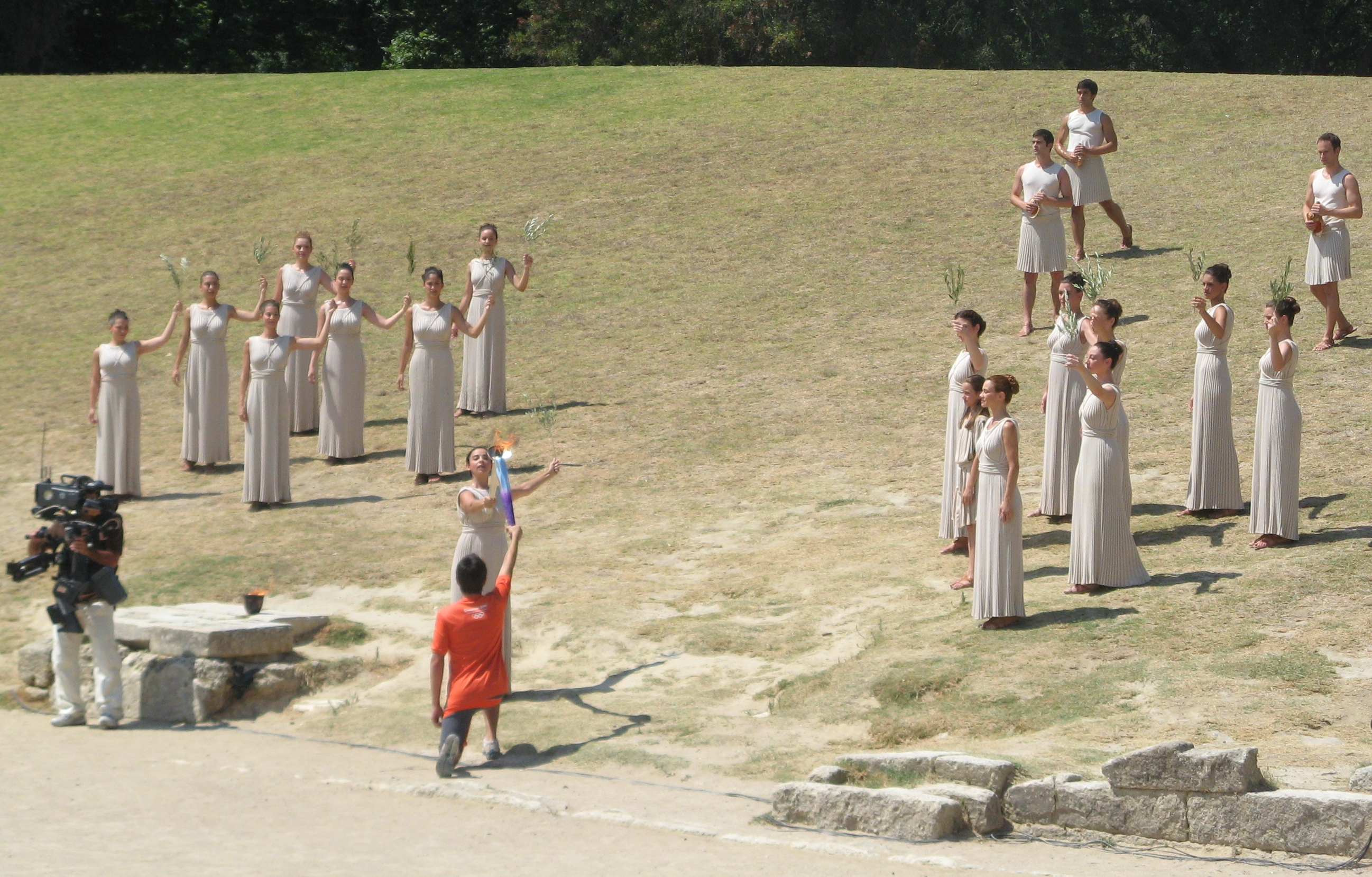
I Olympia tänds fortfarande den olympiska elden, som numera förs i en stafett till den kommande olympiska tävlingsorten.

Olympia har sedan 1896 fått en betydelsefull roll inom den moderna olympiska rörelsen. Orten är startpunkt för den stafett där den olympiska elden förs till nästa olympiska tävlingsort.